# Aethes floccosana
Aethes floccosana es una especie de polilla del género Aethes, categorizada en la tribu Cochylini, de la subfamilia Tortricinae.

## Distribución
Se distribuye por Canadá.

## Taxonomía
Fue descrita por Walker en 1863 y publicada en (Conchylis), List Specimens lepid. Insects Colln. Br. Mus 28: 358.